# Cephalops kumatai
Cephalops kumatai är en tvåvingeart som beskrevs av Morakote 1990. Cephalops kumatai ingår i släktet Cephalops och familjen ögonflugor. Inga underarter finns listade i Catalogue of Life.